# Жузе, Пантелеймон Крестович
Пантеле́ймон Кресто́вич Жузе́ (араб. Бандали ибн Салиба аль-Джаузи; 1870, Иерусалим — 1942, Баку) — российский историк, востоковед, исламовед, переводчик. Полиглот. Исследовал мусульманское право и историю ислама. Араб по происхождению.

## Биография
Родился 20 июля 1870 года в Иерусалиме, в семье православных арабов, в детстве остался сиротой. Окончил гимназию Православного миссионерского общества в Назарете.
В 1889 году переехал в Россию. Учился в Вифанской духовной семинарии, в 1892 году поступил в Московскую духовную академию, из которой в 1895 году был переведён в Казанскую духовную академию. В 1896 году, окончив академию со степенью кандидата богословия, остался в ней практикантом на кафедре арабского языка и обличения мухаммеданства до 1916 года; одновременно, с 11 октября 1899 до 1913 года был лектором французского языка, с 1 ноября 1913 года был преподавателем французского языка в Казанской духовной семинарии. В 1897 году был командирован в Египет (в 1909—1910 годах был в Египте вторично).
В 1899 году защитил магистерскую диссертацию: «Мутазилиты. Догматико-историческое исследование в области ислама» и 6 мая был утверждён в степени магистра богословия. При обсуждении диссертации автора обвиняли в объективистском подходе, отсутствии критики ислама, некоторые профессора академии выступили против присуждения магистерской степени. В том же году, 16 декабря принял российское подданство.
Также, в 1901—1903 годах он преподавал на Казанских миссионерских курсах, с 1 октября 1912 по февраль 1917 года состоял цензором Казанского временного комитета по делам печати (цензурировал мусульманские книги и периодические издания), в 1914—1917 годах был военным цензором. Был привлечён к работе по созданию Православной богословской энциклопедии (тома VI, VII, X, XII).
Сначала пытался возглавить кафедру арабского языка и обличения мухаммеданства (в 1911 году), но профессор М. А. Машанов выступил против его избрания, указав на светский характер его научных интересов и нежелании заниматься противомусульманской полемикой. Также неудачной оказалась его попытка возглавить кафедру татарского языка и этнографии поволжских инородцев. В результате уже в 1912 году он пытался уйти из академии и в июле был назначен инспектором народных училищ Екатеринославской губернии, но отказался от назначения. В апреле 1916 года покинул академию и, оставаясь в семинарии, в качестве приват-доцента юридического факультета Казанского университета читал курс мусульманского права.
К началу 1917 года имел чин статского советника. Был награждён орденами: Св. Станислава 3-й степени, Св. Анны 3-й степени, Св. Владимира 4-й степени.
После закрытия Казанской духовной семинарии до 1919 года преподавал арабский язык и мусульмановедение в Казанском северо-восточном археологическом и этнографическом институте, а в 1919—1920 гг. был профессором факультета общественных наук Казанского университета.
С 1920 года работал в Баку, куда был приглашён в новооткрытый Азербайджанский университет; был профессором кафедры арабского языка и литературы и, одновременно, в 1922—1926 гг. — деканом Восточного факультета Азербайджанского университета; 10 июля 1921 года был утверждён в учёной степени доктора арабского языка и словесности.
С 1938 года был научным сотрудником Института истории Азербайджанского филиала АН СССР. Работая в Баку, продолжал изучение ранней истории ислама в Закавказье периода арабского господства, перевел на русский язык и опубликовал ряд арабских сочинений о Закавказье.
После начала Великой Отечественной войны больной пожилой учёный был арестован по подозрению в шпионаже. Нуждающийся в уходе Жузе доживал последние дни в камере и под допросами сотрудников НКВД. Его вина доказана не была и Жузе был выпущен. Однако его здоровье пошатнулось и 19 января 1942 года он умер.

## Семья
Жена (с 1902) — Людмила Лаврентьевна Зуева. Их дети:
- Георгий (1903—1942) — кандидат геолого-минералогических наук, погиб на фронте.
- Владимир (1904—1993) — доктор физико-математических наук, профессор.
- Анастасия (1905—1981) — доктор биологических наук, профессор.
- Александра (1907—1931) — выпускница исторического факультета.
- Тамара (1909—2002) — доктор химических наук, профессор.
- Борис (1913—1988) — работал в Геологическом управлении в Баку и в Министерстве геологии СССР.
- Ольга (1914—2005) — доктор биологических наук, профессор.